# بيدير مونك
بيدير مونك هو سياسي دنماركي، ولد في 1534 في Lønborggård ‏ في الدنمارك، وتوفي في 1623 في Sødringholm ‏ في الدنمارك.